# Y Tịch (nhà Thanh)
Y Tịch (chữ Hán: 伊闢 hay 伊辟 ), tự Lư Nguyên, người huyện Tân Thành, Sơn Đông , quan viên đầu đời Thanh.

## Thời Thuận Trị
Năm 1648 (thời Thuận Trị), Tịch đỗ đầu kỳ thi Hương. Năm 1655, đỗ Tiến sĩ, được đổi làm Thứ cát sĩ. Năm 1656, được thụ chức Ngự sử.
Năm 1657, Tịch làm Tuần án Sơn Tây, bắt thủ lĩnh nghĩa quân ở Trường Trị là Lặc Hóa Long, diệt tất cả đồng đảng. Năm 1659, Tịch được trở về kinh, nắm Kinh kỳ đạo; được cất nhắc làm Thông chính tư tham nghị; dần được thăng đến Đại Lý tự khanh.

## Thời Khang Hy
Năm 1680, thời Khang Hy, Tịch được thụ chức Vân Nam tuần phủ. Khi ấy Ngô Thế Phan chưa bị dẹp, quan quân từ Quảng Tây, Quý Châu, Tứ Xuyên chia đường tiến vào tỉnh, Tịch nhận trách nhiệm đôn đốc lương thảo. Quan quân vây Hội Thành chưa hạ được, gặp lúc Đồng tri Lưu Côn – vốn không chịu hàng Ngô Tam Quế – trốn thoát ra ngoài; Tịch hỏi kế, ông ta cho rằng việc Tịch chấp nhận cho những quan viên từng đầu hàng phản quân được giữ nguyên chức là sai lầm, vì họ không ngừng tiếp tế cho thân nhân ở trong thành mà không ai ngăn cấm được. Tịch nghe theo, bãi chức những kẻ ấy, khiến nguồn lương thảo của phản quân bị cắt đứt.
Bấy giờ quan quân vây thành đã lâu, Tịch lo lương thảo không đủ; bèn dâng sớ xin 2 lộ Quý Châu, Quảng Tây giúp đỡ gạo, tiền; đế cho rằng 2 lộ đường sá hiểm trở, núi non lại nhiều, vận chuyển bất tiện, bèn khiến Hộ bộ lang trung Minh Ngạch Lễ, Tát Mộc Cáp đến gặp quân đội để thương lượng việc thu mua. Trong quân có người đề nghị lấy lương thực của dân, Bố chánh sứ Vương Kế Văn kiên trì phản đối, xin hẹn 3 ngày thì tìm đủ quân lương; Tịch đề nghị với Đại tướng quân Bối tử Chương Thái nghe theo. Không đến 3 ngày sau, bạc, thóc đều đến, dân chúng được yên ổn, còn quân đội có đủ tiền, lương.
Tịch dâng sớ cho rằng Vân Nam là nơi xa xôi, đề nghị triều đình theo lối nhà Minh nhiệm dùng các đời Kiềm quốc công trấn thủ tỉnh này, mà giao trọng trách cho thân vương đại thần, rồi tiến cử Đại tướng quân Bối tử Chương Thái hoặc Nội đại thần Ngạch Phụ Hoa Thiện; vua giao sớ xuống cho triều thần nghị luận. Sau đó Tịch bỗng phát bệnh, gửi di sớ tiến cử Vương Kế Văn thay mình. Tịch mất, được ban lễ Tế táng .